# Arizona se déchaîne
Pour plus de détails, voir Fiche technique et Distribution.
Arizona se déchaîne (Arizona si scatenò... e li fece fuori tutti) est un western spaghetti hispano-italien réalisé par Sergio Martino et sorti en 1970.

## Synopsis
Arizona Colt et son compagnon Double Whisky sont agressés par des chasseurs de primes, et apprennent ainsi que la tête d'Arizona est mise à prix, parce qu'il est accusé d'avoir attaqué la diligence. En fait, c'est Keene, un vieil ennemi d'Arizona, qui a fait le coup. Cependant, les villageois emprisonnent Arizona et le pendent, mauvaise passe dont il se sort par une astuce. « Ressuscité », Arizona tombe amoureux de Sheila, et renonce à la violence. Mais c'est pour peu de temps, car Keene s'est emparé de son ami Double Whisky, en même temps que de l'or de Moreno, le père de Paloma... la vengeance d'Arizona sera terrible pour ses ennemis et pas seulement.

## Fiche technique
- Titre : Arizona se déchaîne
- Titre original italien : Arizona si scatenò... e li fece fuori tutti
- Titre espagnol : Arizona vuelve[1]
- Réalisation : Sergio Martino
- Scénario : Ernesto Gastaldi, Joaquín Romero Hernández
- Photographie : Miguel Fernández Mila
- Montage : María Luisa Soriano, Michele Massimo Tarantini
- Musique originale : Bruno Nicolai
- Producteur :
- Sociétés de production : Astro C.C, Devon Film, General Sanjuro 29
- Pays d'origine :  Italie /  Espagne
- Lieux de tournage : Italie, Espagne
- Genre : Western spaghetti
- Durée : 90 min
- Dates de sortie :
  - Italie : 14 août 1970
  - RFA : 5 août 1971
  - Espagne : 30 août 1971 (Barcelone) / 13 novembre 1972 (Madrid)
  - France : 8 décembre 1971[2]

## Distribution
- Anthony Steffen : Arizona Colt
- Marcella Michelangeli : Sheila
- Aldo Sambrell : Chico (Keene)
- Rosalba Neri : Paloma

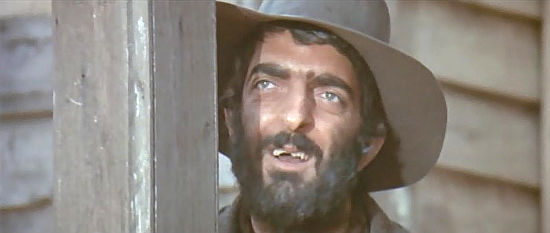
Gildo Di Marco dans une scène du film.

- Roberto Camardiel : Double Whiskey
- José Manuel Martín : Moreno
- Gildo Di Marco (en) : Buzzard
- Raf Baldassarre : Bigley
- Luis Barboo : Scarface[3]
- Emilio Delle Piane : marshal[3]

## À noter
- Le film se présente comme la suite de Arizona Colt, réalisé par Michele Lupo, et sorti en 1966. L'acteur principal était alors Giuliano Gemma, mais dans les seconds rôles on retrouve Rosalba Neri, Roberto Camardiel ou José Manuel Martín.

## Critique
« So, is the focus on making a comedy or a serious Spaghetti? For a while, the answer isn’t apparent, and a light-hearted little theme song doesn’t help clear things up. Once the film turns more serious, it also gets better, though the dubbing for Steffen is pretty bad. But Paloma and a Chico henchman named Buzzard are at the center of a couple of neat plot twists. And, as a sequel, this is a whole lot more faithful to the original than most. »
— Mark Franklin

« Alors, l'objectif est-il de faire une comédie ou un vrai western spaghetti ? Pendant un moment, la réponse n'est pas évidente, et la ritournelle musicale n'aide pas à clarifier les choses. Une fois que le film devient plus sérieux, il s'améliore également, bien que le doublage de Steffen [en anglais] soit assez mauvais. Mais Paloma et un homme de main de Chico nommé Buzzard sont au centre de quelques rebondissements intéressants. Et, en tant que suite, ce film est beaucoup plus fidèle à l'original que la plupart. »